# Acolasis hemiplagia
Coenipeta hemiplagia là một loài bướm đêm trong họ Erebidae.